# Berenice Kockisch
Berenice Kockisch (* 1963) ist eine deutsche Filmschauspielerin.
Berenice Kockisch wurde 1998 mit ihrer Rolle der Kellnerin „Kathi Schmitz“ in der WDR-Serie Die Anrheiner bekannt. Weitere Auftritte hatte sie in Serienepisoden von SOKO München, Die Wache und Die Kinder vom Alstertal. Sie war nur einige Jahre als Filmschauspielerin tätig.

## Filmografie
- 1998–1999: Die Wache (Fernsehserie, 2 Folgen)
- 1998: SOKO München (Fernsehserie, eine Folge)
- 1998: Die Anrheiner (Fernsehserie, 18 Folgen)
- 2003: Die Kinder vom Alstertal (Fernsehserie, eine Folge)